# Rocco Grimaldi
Rocco Grimaldi (né le 8 février 1993 à Anaheim dans l'État de Californie aux États-Unis) est un joueur professionnel américain de hockey sur glace. Il évolue au poste de centre.

## Biographie

### Carrière en club
Grimaldi est sélectionné par les Panthers de la Floride au 33e rang lors du repêchage d'entrée dans la LNH 2011 après avoir évolué pour le programme de développement américain de hockey. Il rejoint l'Université du Dakota du Nord mais joue que quatre matchs lors de sa première saison à cause d'une blessure à un genou. 
Après deux saisons en santé à l'université, il signe son premier contrat professionnel avec les Panthers en mai 2014 et fait ses débuts professionnels la saison suivante dans la Ligue américaine de hockey avec le Rampage de San Antonio, équipe affiliée aux Panthers. Le petit attaquant fait ses débuts dans la Ligue nationale de hockey la même saison avec les Panthers, alors qu'il est aligné à sept matchs.
Après une autre saison où il joue entre les Panthers et la LAH, il est échangé le 23 juin 2016 à l'Avalanche du Colorado contre le gardien de but Reto Berra.

### Carrière internationale
Il représente les États-Unis au niveau international. Il prend part aux sélections jeunes.

## Statistiques

### En club
| Saison     | Équipe                         | Ligue      |     | Saison régulière | Saison régulière | Saison régulière | Saison régulière | Saison régulière |   | Séries éliminatoires | Séries éliminatoires | Séries éliminatoires | Séries éliminatoires | Séries éliminatoires |
| Saison     | Équipe                         | Ligue      | PJ  | B                | A                | Pts              | Pun              | PJ               | B | A                    | Pts                  | Pun                  |                      |                      |
| 2009-2010  | U.S. National Development Team | USHL       | 32  | 11               | 9                | 20               | 22               | -                | - | -                    | -                    | -                    |                      |                      |
| 2010-2011  | U.S. National Development Team | USHL       | 23  | 12               | 13               | 25               | 18               | -                | - | -                    | -                    | -                    |                      |                      |
| 2011-2012  | Université du Dakota du Nord   | WCHA       | 4   | 1                | 1                | 2                | 2                | -                | - | -                    | -                    | -                    |                      |                      |
| 2012-2013  | Université du Dakota du Nord   | WCHA       | 40  | 13               | 23               | 36               | 18               | -                | - | -                    | -                    | -                    |                      |                      |
| 2013-2014  | Université du Dakota du Nord   | NCHC       | 42  | 17               | 22               | 39               | 48               | -                | - | -                    | -                    | -                    |                      |                      |
| 2014-2015  | Rampage de San Antonio         | LAH        | 64  | 14               | 28               | 42               | 22               | 3                | 1 | 0                    | 1                    | 4                    |                      |                      |
| 2014-2015  | Panthers de la Floride         | LNH        | 7   | 1                | 0                | 1                | 4                | -                | - | -                    | -                    | -                    |                      |                      |
| 2015-2016  | Pirates de Portland            | LAH        | 64  | 14               | 28               | 42               | 22               | 3                | 1 | 0                    | 1                    | 4                    |                      |                      |
| 2015-2016  | Panthers de la Floride         | LNH        | 20  | 3                | 2                | 5                | 2                | 2                | 0 | 0                    | 0                    | 2                    |                      |                      |
| 2016-2017  | Rampage de San Antonio         | LAH        | 72  | 31               | 24               | 55               | 39               | -                | - | -                    | -                    | -                    |                      |                      |
| 2016-2017  | Avalanche du Colorado          | LNH        | 4   | 0                | 1                | 1                | 2                | -                | - | -                    | -                    | -                    |                      |                      |
| 2017-2018  | Rampage de San Antonio         | LAH        | 49  | 15               | 16               | 31               | 32               | -                | - | -                    | -                    | -                    |                      |                      |
| 2017-2018  | Avalanche du Colorado          | LNH        | 6   | 1                | 2                | 3                | 0                | -                | - | -                    | -                    | -                    |                      |                      |
| 2018-2019  | Admirals de Milwaukee          | LAH        | 10  | 4                | 7                | 11               | 8                | -                | - | -                    | -                    | -                    |                      |                      |
| 2018-2019  | Predators de Nashville         | LNH        | 53  | 5                | 8                | 13               | 10               | 5                | 3 | 0                    | 3                    | 0                    |                      |                      |
| 2019-2020  | Predators de Nashville         | LNH        | 66  | 10               | 21               | 31               | 10               | 4                | 0 | 1                    | 1                    | 2                    |                      |                      |
| 2020-2021  | Predators de Nashville         | LNH        | 40  | 10               | 3                | 13               | 4                | -                | - | -                    | -                    | -                    |                      |                      |
| 2021-2022  | Predators de Nashville         | LNH        | 7   | 0                | 0                | 0                | 2                | -                | - | -                    | -                    | -                    |                      |                      |
| 2021-2022  | Admirals de Milwaukee          | LAH        | 44  | 26               | 26               | 52               | 14               | 6                | 1 | 1                    | 2                    | 0                    |                      |                      |
| 2022-2023  | Gulls de San Diego             | LAH        | 54  | 27               | 29               | 56               | 31               | -                | - | -                    | -                    | -                    |                      |                      |
| 2022-2023  | IceHogs de Rockford            | LAH        | 16  | 6                | 11               | 17               | 15               | 5                | 1 | 3                    | 4                    | 2                    |                      |                      |
| 2023-2024  | Wolves de Chicago              | LAH        | 72  | 36               | 37               | 73               | 38               | -                | - | -                    | -                    | -                    |                      |                      |
| 2024-2025  | Monsters de Cleveland          | LAH        | 66  | 17               | 41               | 58               | 20               | 6                | 1 | 1                    | 2                    | 4                    |                      |                      |
| Totaux LNH | Totaux LNH                     | Totaux LNH | 203 | 30               | 37               | 67               | 34               | 11               | 3 | 1                    | 4                    | 4                    |                      |                      |

### En équipe nationale
| Année | Équipe         | Compétition                  |    | PJ | B | A  | Pts | Pun             |  | Résultat |
| 2010  | États-Unis U18 | Championnat du monde -18 ans | 7  | 2  | 8 | 10 | 6   | Médaille d'or   |  |          |
| 2011  | États-Unis U18 | Championnat du monde -18 ans | 6  | 2  | 6 | 8  | 6   | Médaille d'or   |  |          |
| 2013  | États-Unis U20 | Championnat du monde junior  | 7  | 2  | 2 | 4  | 4   | Médaille d'or   |  |          |
| 2023  | États-Unis     | Championnat du monde         | 10 | 7  | 7 | 14 | +8  | Quatrième place |  |          |

## Trophées et honneurs personnels

### Western Collegiate Hockey Association
- 2012-2013 : nommé dans l'équipe d'étoiles des recrues de la WCHA